# Duncan Laurence: EU Tour 2019
Il Duncan Laurence: EU Tour 2019 è il tour di esordio del cantautore olandese Duncan Laurence, vincitore dell'Eurovision Song Contest 2019 con il brano Arcade; è stato annunciato poco tempo dopo la sua vittoria all’Eurovision ed è partito il 5 luglio 2019 ad Amsterdam e si è concluso il 15 dicembre dello stesso anno ad Oslo.

## Antefatti
Dopo la vittoria del cantante all’Eurovision Song Contest, i primi giorni di giugno, vengono pubblicate le date olandesi del tour. Il 20 giugno invece, vengono pubblicate le date europee. Pochi giorni dopo, vengono annunciate anche altre date, tra cui una a Milano e una seconda ad Anversa. Tutti i concerti sono stati annunciati sul sito ufficiale del cantante.
Il tour ha avuto fin da subito un discreto successo: infatti tutte le date nei Paesi Bassi divennero sold out nel giro di pochi giorni, così si decise di aggiungere un’ulteriore data ad Amsterdam, allo Ziggo Dome, data finale del tour.

## Scaletta
La seguente è la scaletta del concerto di Nimega. Non rappresenta quindi la scaletta dell'intero tour.
- Kings
- Stranger
- Dry Your Eyes
- Rain
- Silence
- Love Don't Hate It
- Ice Age
- Light House
- Dear Nothing
- Together We Run
- Arcade
- My Memory Hates Me

## Date del tour
| N.D. |
| ---- |

| N.D. |
| ---- |